# فتنة الكرخ
فتنة الكرخ هي مقتلة وقعت في بغداد في شهر المحرم عام 655 هـ، بعد أن نشبت فتنة معتادة بين أهل السنة وسكان محلة الكرخ - التي كانت محلة شيعية ببغداد. فأمرَ أبو بكر ابنُ الخليفة المستعصم العسكرَ فنهبوا الكرخ وهتكوا النساء وركبوا منهنّ الفواحش. وأخذوا من الكرخ إنسانًا علويًا وقتلوه فثار نساؤه ونشرن شعورهن واستغثن فتبعهن العامةُ من أهل الكرخ وجرى بينهم وبين القُوّاد ومن معهم من العامة قتال شديد وطرح الأتراك النار في أسواق الكرخ فاحترق كثير منها وألحقتها بالأرض وانتقل كثير من الكرخ إلى غيرها من المحال. وندم القواد على ما فعلوه وأنكر الإمام القائم بأمر الله ذلك وصلح الحال وعاد الناس إلى الكرخ بعد أن استقرت القاعدة بالديوان بكف الأتراك أيديهم عنهم. وعدّ خواند مير هذا الحدث من حوادث عام 650 هـ.
قال أبو الفداء في «تاريخه»: «فجرت فتنة بين السُنّيّة والشيعة ببغداد على جاري عادتهم، فأمر أبو بكر ابن الخليفة وركن الدين الدوادار العسكر فنهبوا الكرخ وهتكوا النساء وركبوا منهنّ الفواحش، فعظم ذلك على الوزير ابن العلقمي، وكاتب التتر وأطمعهم في ملك بغداد».
قال ابن خلدون : «ووقعت الفتن بين الشيعة وأهل السُنّة، وكان مسكن الشيعة بالكرخ في الجانب الغربي، وكان الوزير ابن العلقمي منهم، فسطوا بأهل السُنّة وأنفذ المستعصم ابنه أبا بكر وركن الدين الدوادار وأمرهم بنهب بيوتهم بالكرخ، ولم يراع فيه ذمّة الوزير، فآسفه ذلك وتربّص بالدولة».